# 1295 Deflotte
1295 Deflotte è un asteroide della fascia principale del diametro medio di circa 48,03 km. Scoperto nel 1933, presenta un'orbita caratterizzata da un semiasse maggiore pari a 3,3939490 UA e da un'eccentricità di 0,1156314, inclinata di 2,87509° rispetto all'eclittica.
Il suo nome è dedicato ad un nipote dello scopritore.